# كاثرين بيغلو
كاثرين آن بيغلو (بالإنجليزية: Kathryn Bigelow)‏ (مواليد 27 نوفمبر 1951) مخرجة أفلام أمريكية. من أشهر أعمالها فيلم الرعب «نيير دارك» (1987)، «بوينت بريك» (1991) والفيلم الذي نال ثناء النقاد «ذا هارت لوكر» (2009).
كانت أول امرأة تحوز جائزة نقابة مخرجي أمريكا لأبرز مخرج فيلم روائي طويل عن فيلمها «ذا هارت لوكر»، عن ذاك الفيلم أيضا حازت جائزة أفضل فيلم وأفضل مخرج في مهرجان 2010 لجوائز أكاديمية الفيلم البريطانية «بافتا»، كذلك حازت عنه جائزة أفضل مخرجة وأفضل فيلم في الدورة 82 من جوائز الأكاديمية في 2010. كما رشحت لجائزة الغولدن غلوب.
تعدّ أول امرأة تربح جائزة البافتا عن فئة أفضل إخراج، ورابعة أنثى ترشح لجائزة الأوسكار لأفضل مخرج سينمائي بعد رينا ريتموللر عن «باسكوالينو سيتي بليزي» (1975)، جاين كامبيون عن «ذا بيانو» (1993) وصوفيا كوبولا عن «لوست إن ترانزليشن» (2003).
بيغللو سبق لها الزواج من زميلها المخرج جيمس كاميرون بين عامي 1989-1991، وكلاهما تم ترشيحه لجائزة الأوسكار لأفضل مخرج سينمائي في 2010 (كاميرون عن فيلم أفاتار)

## الحياة الشخصية
تزوجت بيجلو من المخرج جيمس كاميرون من 1989 إلى 1991.

## التعليم والحياة المبكرة
وُلدت بيجلو في سان كارلوس، كاليفورنيا، وهي الطفل الوحيد لجيرترود كاثرين (ني لارسون؛ 1917-1994)، أمين مكتبة، ورونالد إليوت بيجلو (1915-1992)، مدير مصنع دهانات. كانت والدتها من أصل نرويجي. التحقت بمدرسة صني هيلز الثانوية في فوليرتون، كاليفورنيا.
كانت مساعي بيجلو الإبداعية المبكرة كطالب للرسم. التحقت بمعهد سان فرانسيسكو للفنون في خريف عام 1970 وحصلت على بكالوريوس في الفنون الجميلة في ديسمبر 1972. أثناء التسجيل في معهد الفنون الجميلة، تم قبولها في برنامج الدراسة المستقلة لمتحف ويتني للفنون الأمريكية في مدينة نيويورك. لفترة من الوقت، عاشت بيجلو كفنانة فقيرة، حيث أقامت مع الرسام جوليان شنابل في دور علوي للفنان الأداء فيتو أكونشي. كان لها دور ثانوي في فيديو ريتشارد سيرا معضلة السجين (1974). تعاونت بيجلو مع فيليب جلاس في مشروع عقاري قاموا فيه بتجديد الشقق المتعثرة في وسط المدينة وبيعها من أجل الربح.
التحقت بيجلو ببرنامج أفلام الخريجين في جامعة كولومبيا، حيث درست النظرية والنقد وحصلت على درجة الماجستير. تضم أساتذتها فيتو أكونسي، وسيلفر لوترينجر، وسوزان سونتاج، [12] بالإضافة إلى أندرو ساريس وإدوارد دبليو سعيد، [13] وعملت مع مجموعة الفن واللغة ولورنس وينر. كما قامت بالتدريس في معهد كاليفورنيا للفنون. [15] أثناء العمل مع Art & Language ، نشر Bigelow مقالًا بعنوان «ليس حول تطوير التناقض» في مجلة الفن واللغة قصيرة العمر The Fox ، وبدأ فيلمًا قصيرًا بعنوان The Set-Up (1978) ، والذي لاقى استحسانًا مع المخرج ميلوش فورمان، [16] ثم قامj بالتدريس في جامعة كولومبيا، والتي قدمتها بيجلو لاحقًا كجزء من شهادة الماجستير في الفنون الجميلة في كولومبيا.

## الترشيحات لجائزة الأوسكار
- أفضل مخرج عام 2010 عن فيلم The Hurt Locker وفازت بها.
- أفضل فيلم عام 2012 عن فيلم 30 دقيقة بعد منتصف الليل (ترشح).

## الترشيحات لجائزة الجولدن جلوب
- أفضل مخرج عام 2010 عن فيلم The Hurt Locker

## فيلموغرافيا
| السنة | الفيلم               | شاركت كـ | شاركت كـ | شاركت كـ | شاركت كـ | الدور         |
| السنة | الفيلم               | مخرجة    | منتجة    | كاتبة    | ممثلة    | الدور         |
| ----- | -------------------- | -------- | -------- | -------- | -------- | ------------- |
| 1982  | The Loveless         |          |          |          |          |               |
| 1983  | Born in Flames       |          |          |          |          | "محررة صحفية" |
| 1987  | Near Dark            |          |          |          |          |               |
| 1990  | Blue Steel           |          |          |          |          |               |
| 1991  | Point Break          |          |          |          |          |               |
| 1995  | Strange Days         |          |          |          |          |               |
| 2000  | The Weight of Water  |          |          |          |          |               |
| 2002  | K-19: The Widowmaker |          |          |          |          |               |
| 2009  | خزانة الألم          |          |          |          |          |               |
| 2009  | زيرو دارك ثيرتي      |          |          |          |          |               |

## وصلات خارجية
- كاثرين بيغلو على موقع IMDb (الإنجليزية)
- كاثرين بيغلو على موقع ميتاكريتيك (الإنجليزية)
- كاثرين بيغلو على موقع الموسوعة البريطانية (الإنجليزية)
- كاثرين بيغلو على موقع روتن توميتوز (الإنجليزية)
- كاثرين بيغلو على موقع مونزينجر (الألمانية)
- كاثرين بيغلو على موقع ألو سيني (الفرنسية)
- كاثرين بيغلو على موقع تيرنر كلاسيك موفيز (الإنجليزية)
- كاثرين بيغلو على موقع أول موفي (الإنجليزية)
- كاثرين بيغلو على موقع بوكس أوفيس موجو (الإنجليزية)
- كاثرين بيغلو على موقع قاعدة بيانات الأفلام السويدية (السويدية)
- June 2009 Interview with إيه. في. كلوب
- Q&A with Kathryn Bigelow in Men's Journal
- Kathryn Bigelow on الطماطم الفاسدة
- Literature on Kathryn Bigelow
- Davidson, Amy, "The Oscar for Torture?", blog, The New Yorker, January 2013. "The problems people have with Zero Dark Thirty are about directorial choices, and it is more than reasonable that Kathryn Bigelow be judged on them."
- جين ماير (صحفية استقصائية), "Zero Conscience in Zero Dark Thirty", blog, The New Yorker, December 2012.
- ديفيد دينبي، "Bigelow’s Fact and Fiction", review, The New Yorker, December 2012.
- Brockes, Emma, "Kathryn Bigelow: under fire", The Guardian (London), January 11, 2013. "[S]ome say her new thriller, Zero Dark Thirty ... endorses torture".
- Child, Ben, "Zero Dark Thirty premiere sparks anti-torture protest", The Guardian (London), January 9, 2013. "Hooded protesters target Washington DC premiere .... Bigelow said that [ZDT] had started a 'remarkable national conversation'."
- The films of Kathryn Bigelow, Hell Is For Hyphenates, December 31, 2013